# Claude Frey

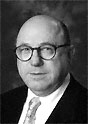
Claude Frey

Claude Frey (* 16. Juli 1943 in La Chaux-de-Fonds; heimatberechtigt in La Chaux-de-Fonds und Birr) ist ein Schweizer Politiker (FDP). 
Im Amtsjahr 1994/95 war er Nationalratspräsident.
Frey studierte Ökonomie und schloss auch mit dem Lizenziat ab (lic. ès sc. écon.). In seiner Studienzeit wurde er Mitglied im Schweizerischen Zofingerverein.
Zum 26. November 1979 wurde er im Kanton Neuenburg in den Nationalrat gewählt. Dort hatte er Einsitz in diversen Kommissionen und präsidierte diese zum Teil auch. Bei den Schweizer Parlamentswahlen 2003 trat er nicht mehr an und schied daher zum 30. November 2003 aus der grossen Kammer aus. Zudem war Frey von 1996 bis 2004 Mitglied der Schweizer Delegation in der Parlamentarischen Versammlung des Europarates.